# Temelucha argentea
Temelucha argentea là một loài tò vò trong họ Ichneumonidae.